# Lõpe (Hiiumaa)
Koordinaten: 58° 58′ N, 22° 49′ O
Lõpe ist ein Dorf (estnisch küla) in der Landgemeinde Hiiumaa (bis 2017: Landgemeinde Pühalepa). Es liegt auf der zweitgrößten estnischen Insel Hiiumaa (deutsch Dagö).

## Beschreibung und Geschichte
Lõpe (deutsch Leppe) hat 129 Einwohner (Stand 31. Dezember 2011). Der Ort liegt 6,5 Kilometer südöstlich der Inselhauptstadt Kärdla (Kertel).
1529 wurde erstmals das „Leppesche Dorf“ urkundlich erwähnt.